# 草酸镍
草酸镍是镍的草酸盐，化学式为NiC2O4，存在无水物和二水合物。其二水合物为淡绿色晶体。

## 制备
草酸镍二水合物可由新沉淀的氢氧化镍和草酸反应得到：
Ni(OH)2 + H2C2O4 → NiC2O4·2H2O
也有方法是将氯化镍的氨配合物和草酸反应，在低pH下，过量的草酸会将镍氨配合物中的氨释放出来，形成草酸镍沉淀。草酸镍的形貌与添加剂的种类或用量、温度等因素有关。

## 化学性质
草酸镍二水合物在175~275℃分解，得到无水物。无水草酸镍在空气中受热分解，生成一氧化镍；在氩气中受热分解，生成金属镍粉。

## 配合物

### 氨配合物
草酸镍可以和氨形成配合物，氨合草酸镍可由氯化镍、氨水和草酸钠在较高pH下反应得到（pH在1~7之间只能得到水合物）。
[Ni(NH3)]C2O4·3H2O为棒状固体，分子量217.794；[Ni(NH3)2]C2O4·2H2O为针状固体，分子量为216.809。
对氨合草酸镍加热，可以得到NiC2O4。

### 肼配合物
向热的硫酸镍和草酸肼溶液混合物中滴加草酸至pH=3，生成Ni2(N2H6)(C2O4)3·4H2O，将此复盐于492-615K受热分解，可以得到肼合物Ni2(C2O4)2·N2H4（分子量325.476）。

### 乙二胺配合物
镍和乙二胺可以形成[Ni(en)3]C2O4·2H2O，该化合物加热可得无水物[Ni(en)3]C2O4。[Ni(en)3]C2O4进一步加热可以得到单乙二胺配体的配合物[Ni(en)]C2O4，该配合物在空气中加热的分解产物为NiO，在氩气中加热的分解产物为Ni。

### 草酸根配合物
镍可以和草酸根形成阴离子配合物二草酸根合镍(II)酸盐，如Na2[Ni(C2O4)2]·3H2O、(NH4)2[Ni(C2O4)2]·3H2O等。。复杂阳离子的盐也是已知的，例如[Cu(NH3)4][Ni(C2O4)2]，将该化合物于肼和氢氧化钠的混合溶液中加热至70~80℃，可以制得铜镍合金纳米粉末。